# Weissia krassavinii
Weissia krassavinii är en bladmossart som beskrevs av Lazarenko och Ryszard Ochyra 1988. Weissia krassavinii ingår i släktet krusmossor, och familjen Pottiaceae. Inga underarter finns listade i Catalogue of Life.